# 哈鲁奥·雷梅利克
哈魯奧·伊格納西奧·雷梅利克（英語：Haruo Ignacio Remeliik；1933年6月1日—1985年6月30日）是一位帛琉政治家以及第1任總統。

## 生平
雷梅利克是日本人和當地人所生的混血後代，而名字Haruo也來自日文名字はるお。早年在楚克群島讀書，之後曾經擔任過地方法官，1968年成為太平洋託管地帛琉議會的議員，也曾經擔任過副議長。1970年，他被任命為太平洋島嶼託管領土帛琉地區的地區副行政長官，他在1978年成為帛琉組建國家的委員會成員，並在1980年大選中勝出，翌年3月2日宣誓就職，1984年獲得連任。

## 遇害
有消息指帛琉國內有聲音不滿雷梅利克於1982年8月在美國的壓力之下，與美簽訂《自由聯繫條約》，該條約與無核條款有抵觸。雖然該條約在1983年和1984年的全民公投中未得到多數同意而作罷，但卻加劇了帛琉建國早期的政治動盪，也為他的遇刺埋下了伏線。
1985年6月30日凌晨，雷梅利克自己駕車回家，在自家門前的馬路被兇手連開三槍刺殺。在他遭遇刺殺六個月後，羅曼·莫圖的兩名親屬和另一名男子因涉嫌此案被抓，但後來被釋放。凶手至今仍然未能確認。在2000年3月，前總統候選人和已定罪的重犯John O. Ngiraked聲稱對雷梅利克遇刺負責。他去世後被埋葬在佩萊利烏州的克羅克盧貝（Kloulklubed）。

## 紀念
雖然雷梅利克的執政某程度上導致帛琉獨立早期的政局混亂，但是後世認為他對帛琉獨立做出過很多的貢獻，他也因而被追認為國父。
自1986年起，帛琉政府把他的生日（6月1日）定為總統日，以紀念這一位為國家獨立而貢獻和犧牲的開國總統。而該國唯一一首太平洋級巡邏船也以他來命名，是為雷梅利克總統號。